# Liste der Stolpersteine in Glauchau

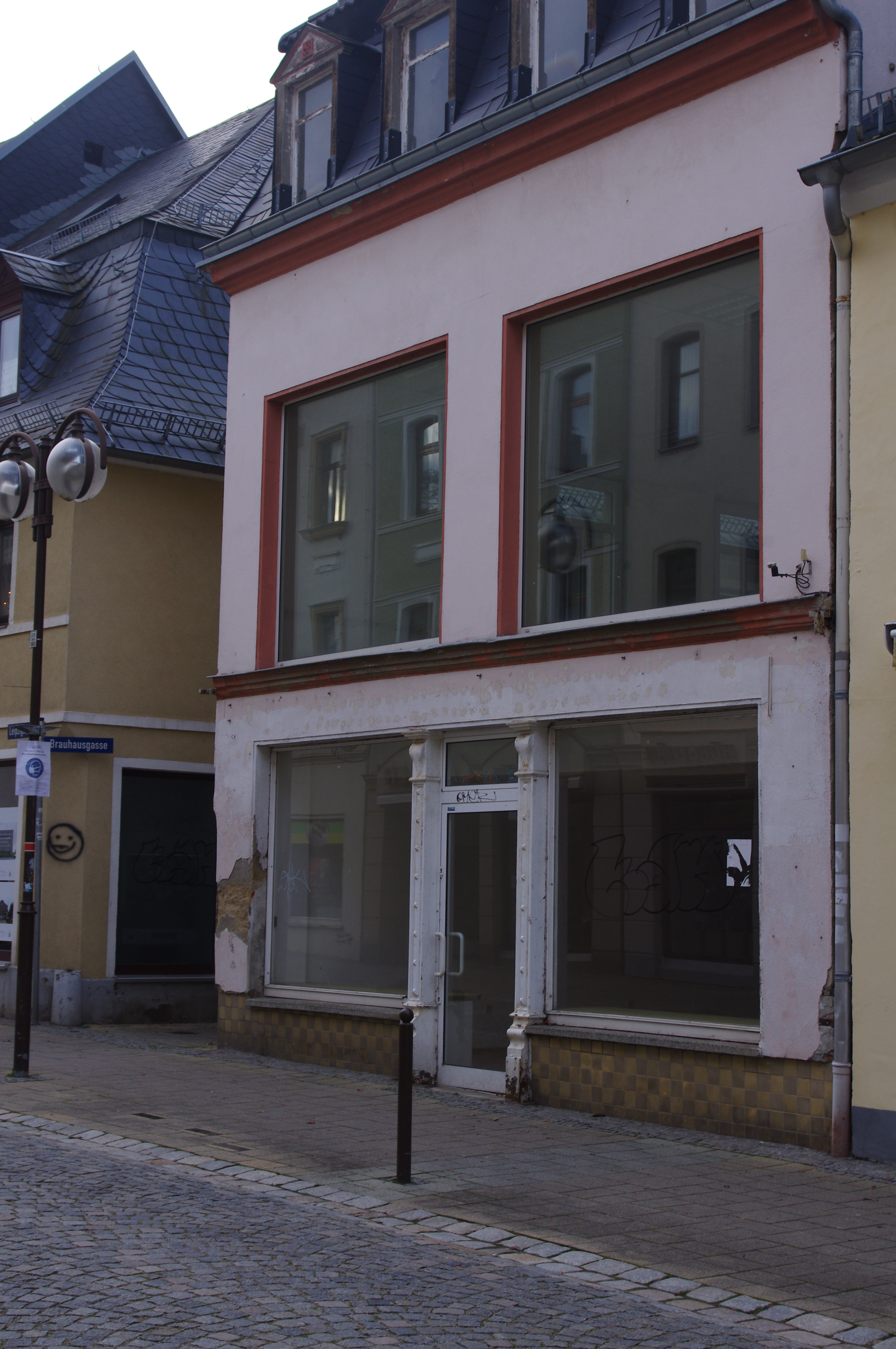
Leipziger Straße 88 in Glauchau

Die Liste der Stolpersteine in Glauchau enthält sämtliche „Stolpersteine“ in Glauchau im Landkreis Zwickau. Im Jahre 2009 wurden die ersten neun Gedenksteine mit Messingplatten von einer Glauchauer Bürgerinitiative „nach der Art des Künstlers Gunter Demnig“ gestaltet. Bis 2021 wurden weitere 13 Steine in Gedenken an insgesamt 22 jüdische Opfer verlegt.

## Hintergrund
Die Gedenksteine wurden lediglich inspiriert vom Stolpersteine-Projekt des Künstlers Gunter Demnig und nicht von ihm hergestellt oder verlegt. Sie sind daher kein direkter Teil seines Projekts und Glauchau wird bisher nicht in dessen Chronik geführt.
Anlass der Recherchen war der 70. Jahrestag der Reichspogromnacht am 9. November 2008. Dabei kooperierten Glauchauer Bürger mit Schülern der Arbeitsgemeinschaft Geschichte des Georgius-Agricola-Gymnasiums in Glauchau, organisiert im AG Geschichte e. V. Die Gedenksteine wurden von den Schülern in Anwesenheit des Oberbürgermeisters Peter Dresler verlegt. Die Messingplatten für die Gedenksteine wurden von Auszubildenden des Volkswagen-Bildungsinstituts mittels CNC-Maschinen hergestellt.
Die neun Steine in der Leipziger Straße wurden in drei Dreiergruppen verlegt, die leicht versetzt nebeneinander liegen.

## Liste der Stolpersteine
| Bild | Adresse                                          | Verlegedatum | Name, Inschrift                                                                | Kurzvita/Anmerkungen |
| --- | ------------------------------------------------ | ------------ | ------------------------------------------------------------------------------ | --- |
| Bild gesucht Die Wikipedia wünscht sich an dieser Stelle ein Bild vom hier behandelten Ort. Falls du dabei helfen möchtest, erklärt die Anleitung , wie das geht. BW | Leipziger Straße 88 08371 Glauchau Lage          | 6. Apr. 2009 | Hier wohnte Herta Jäger Jg. 1898 ermordet 1943 KZ Auschwitz                    | Herta Jäger (* 1898, † 1943 im KZ Auschwitz) |
| Bild gesucht Die Wikipedia wünscht sich an dieser Stelle ein Bild vom hier behandelten Ort. Falls du dabei helfen möchtest, erklärt die Anleitung , wie das geht. BW | Leipziger Straße 88 08371 Glauchau Lage          | 6. Apr. 2009 | Hier wohnte Siegfried Jäger Jg. 1896 ermordet 1944 KZ Auschwitz                | Siegfried Jäger, Kaufmann, Ehemann von Margarete Jäger |
| Bild gesucht Die Wikipedia wünscht sich an dieser Stelle ein Bild vom hier behandelten Ort. Falls du dabei helfen möchtest, erklärt die Anleitung , wie das geht. BW | Leipziger Straße 88 08371 Glauchau Lage          | 6. Apr. 2009 | Hier wohnte Julius Jäger Jg. 1890 ermordet 1942 KZ Auschwitz                   | |
| Bild gesucht Die Wikipedia wünscht sich an dieser Stelle ein Bild vom hier behandelten Ort. Falls du dabei helfen möchtest, erklärt die Anleitung , wie das geht. BW | Leipziger Straße 88 08371 Glauchau Lage          | 6. Apr. 2009 | Hier wohnte Johannes Lothar Jäger Jg. 1937 ermordet 1942 KZ Belzec             | Johannes Lothar (* 15. März 1937 in Glauchau, † 1942 im KZ Belzec), Sohn von Margarete & Siegfried Jäger und Zwillingsbruder von Ruth Jäger                                                 |
| Bild gesucht Die Wikipedia wünscht sich an dieser Stelle ein Bild vom hier behandelten Ort. Falls du dabei helfen möchtest, erklärt die Anleitung , wie das geht. BW | Leipziger Straße 88 08371 Glauchau Lage          | 6. Apr. 2009 | Hier wohnte Margarete Jäger geb. Gassenheimer Jg. 1902 ermordet 1942 KZ Belzec | Margarete Jäger, geb. Gassenheimer (* 23. August 1902 in Themar, † Mai 1942 im KZ Belzec), Ehefrau von Siegfried Jäger                                                                      |
| Bild gesucht Die Wikipedia wünscht sich an dieser Stelle ein Bild vom hier behandelten Ort. Falls du dabei helfen möchtest, erklärt die Anleitung , wie das geht. BW | Leipziger Straße 88 08371 Glauchau Lage          | 6. Apr. 2009 | Hier wohnte Ruth Fanny Jäger Jg. 1937 ermordet 1942 KZ Belzec                  | Ruth Fanny/Fanni Jäger (* 15. März 1937 in Glauchau, † Mai 1942 im KZ Belzec), Tochter von Margarete & Siegfried Jäger und Zwillingsschwester von Johannes Jäger am 10. Mai 1942 deportiert |
| Bild gesucht Die Wikipedia wünscht sich an dieser Stelle ein Bild vom hier behandelten Ort. Falls du dabei helfen möchtest, erklärt die Anleitung , wie das geht. BW | Leipziger Straße 88 08371 Glauchau Lage          | 6. Apr. 2009 | Hier wohnte Lea Jäger Jg. 1878 ermordet 1942 KZ Ravensbrück                    | |
| Bild gesucht Die Wikipedia wünscht sich an dieser Stelle ein Bild vom hier behandelten Ort. Falls du dabei helfen möchtest, erklärt die Anleitung , wie das geht. BW | Leipziger Straße 88 08371 Glauchau Lage          | 6. Apr. 2009 | Hier wohnte Louis Jäger Jg. 1870 ermordet 1943 KZ Theresienstadt               | Louis Jäger (* 12. Oktober 1870, † 1943 im KZ Theresienstadt) |
| Bild gesucht Die Wikipedia wünscht sich an dieser Stelle ein Bild vom hier behandelten Ort. Falls du dabei helfen möchtest, erklärt die Anleitung , wie das geht. BW | Leipziger Straße 88 08371 Glauchau Lage          | 6. Apr. 2009 | Hier wohnte Loty Jäger Jg. 1880 ermordet 1943 KZ Ravensbrück                   | |
| Bild gesucht Die Wikipedia wünscht sich an dieser Stelle ein Bild vom hier behandelten Ort. Falls du dabei helfen möchtest, erklärt die Anleitung , wie das geht. BW | Theaterstraße 55 Lage                            |              | Hier wohnte Edith Pollnow Jg. 1894                                             | ermordet 1943 im KZ Theresienstadt |
| Bild gesucht Die Wikipedia wünscht sich an dieser Stelle ein Bild vom hier behandelten Ort. Falls du dabei helfen möchtest, erklärt die Anleitung , wie das geht. BW | Waldenburger Straße 16 Lage                      |              | Hier wohnte Paula Pressburger Jg. 1905                                         | ermordet 1942 im KZ Auschwitz |
| Bild gesucht Die Wikipedia wünscht sich an dieser Stelle ein Bild vom hier behandelten Ort. Falls du dabei helfen möchtest, erklärt die Anleitung , wie das geht. BW | Mühlenstraße 11 b Lage                           |              | Hier wohnte Dr. med. Hans Serelman Jg. 1898                                    | Arzt in Niederlungwitz, gefallen im Kampf der französischen Resistance 1944 |
| Bild gesucht Die Wikipedia wünscht sich an dieser Stelle ein Bild vom hier behandelten Ort. Falls du dabei helfen möchtest, erklärt die Anleitung , wie das geht. BW | Hoffnung 41 Lage                                 |              | Hier wohnte Dr. med. Aron Berenstein Jg. 1903                                  | ermordet 1944 im KZ Klooga |
| Bild gesucht Die Wikipedia wünscht sich an dieser Stelle ein Bild vom hier behandelten Ort. Falls du dabei helfen möchtest, erklärt die Anleitung , wie das geht. BW | Hoffnung 41 Lage                                 |              | Hier wohnte Minna Friedmann Jg. 1905                                           | ermordet 1942 im KZ Auschwitz |
| Bild gesucht Die Wikipedia wünscht sich an dieser Stelle ein Bild vom hier behandelten Ort. Falls du dabei helfen möchtest, erklärt die Anleitung , wie das geht. BW | Agricolastraße 14 (ehem. Augustusstraße 14) Lage |              | Hier wohnte David Gottlieb Jg. 1893                                            | ermordet 1943 im KZ Auschwitz |
| Bild gesucht Die Wikipedia wünscht sich an dieser Stelle ein Bild vom hier behandelten Ort. Falls du dabei helfen möchtest, erklärt die Anleitung , wie das geht. BW | Schlossplatz 4 Lage                              |              | Hier wohnte Gertrud Goldmann Jg. 1890                                          | ermordet 1942 im KZ Riga |
| Bild gesucht Die Wikipedia wünscht sich an dieser Stelle ein Bild vom hier behandelten Ort. Falls du dabei helfen möchtest, erklärt die Anleitung , wie das geht. BW | Schlossplatz 4 Lage                              |              | Hier wohnte Hermann Goldmann Jg. 1898                                          | ermordet 1942 im KZ Riga |
| Bild gesucht Die Wikipedia wünscht sich an dieser Stelle ein Bild vom hier behandelten Ort. Falls du dabei helfen möchtest, erklärt die Anleitung , wie das geht. BW | Heinrichstraße 8a Lage                           |              | Hier wohnte Else Heinel Jg. 1900                                               | ermordet 1942 im KZ Belzec |
| Bild gesucht Die Wikipedia wünscht sich an dieser Stelle ein Bild vom hier behandelten Ort. Falls du dabei helfen möchtest, erklärt die Anleitung , wie das geht. BW | Am Graben 3 Lage                                 |              | Hier wohnte Arthur Danziger Jg. 1891                                           | ermordet 1942 im KZ Raasiku |
| Bild gesucht Die Wikipedia wünscht sich an dieser Stelle ein Bild vom hier behandelten Ort. Falls du dabei helfen möchtest, erklärt die Anleitung , wie das geht. BW | Am Graben 3 Lage                                 |              | Hier wohnte Abraham Izbicki Jg. 1888                                           | für tot erklärt 1945 |
| Bild gesucht Die Wikipedia wünscht sich an dieser Stelle ein Bild vom hier behandelten Ort. Falls du dabei helfen möchtest, erklärt die Anleitung , wie das geht. BW | Am Graben 3 Lage                                 |              | Hier wohnte Helene Izbicki Jg. 1885                                            | für tot erklärt 1945 |
| Bild gesucht Die Wikipedia wünscht sich an dieser Stelle ein Bild vom hier behandelten Ort. Falls du dabei helfen möchtest, erklärt die Anleitung , wie das geht. BW | Am Graben 3 Lage                                 |              | Hier wohnte Simon Moses Izbicki Jg. 1916                                       | für tot erklärt 1945 |